# Bystrovany
Bystrovany (deutsch Bistrowan) ist eine Gemeinde in Tschechien. Sie liegt vier Kilometer östlich von Olomouc und gehört zum Okres Olomouc.

## Geographie
Bystrovany befindet sich südwestlich der Oderberge in der Obermährischen Senke (Hornomoravský úval). Das Dorf liegt am rechten Ufer der Bystřice, gegenüber dem Abzweig des Grabens Hamerský náhon. Durch den nördlichen Teil des Ortes führt die Bahnstrecke Olomouc–Opava východ; südlich verläuft die Staatsstraße I/35 / E 462 / E 442 von Olomouc zur Schnellstraße R 35. Nordöstlich erhebt sich der Svatý kopeček (Heiligenberg, 412 m). 
Nachbarorte sind Droždín im Norden, Bukovany im Nordosten, Velká Bystřice im Osten, Přáslavice, Svésedlice und Vacanovice im Südosten, Čechovice, Velký Týnec und Vsisko im Süden, Holice und Rolsberk im Südwesten, Hodolany und Bělidla im Westen sowie Pavlovičky, Chválkovice und Týneček im Nordwesten.

## Geschichte
Erstmals urkundlich erwähnt wurde das zu den Gütern des Prämonstratenserklosters Hradisko gehörige Dorf Bistrouuan 1277 im Zuge eines Streites mit dem Kloster Velehrad um vier Huben Ackerland an der Grenze mit Chválkovice. Dieser wurde gerichtlich beigelegt und sowohl Bistrouuan als auch dem Velehrader Klosterdorf Chválkovice jeweils zwei Huben zugesprochen. Der Ortsname Bystrovany ist seit 1437 nachweisbar. Im Jahre 1473 entzog Gegenkönig Matthias Corvinus dem Kloster das Dorf und übereignete es der Stadt Olmütz. Hieraus entstand ein langwieriger Streit zwischen dem Kloster und dem Olmützer Rat über die Besitzrechte. Im Jahre 1531 wurde er durch den Rat mit einer Zahlung von 200 Schock Groschen an das Kloster schließlich beigelegt. Weitere Namensformen waren ab 1511 Bistrowan, ab 1656 Bystrowan sowie 1771 Klein Wysternitz und Bistrovanium. Bystrovany war Sitz eines freien Erbvogtes. Nachdem der Vogtshof 1535 mit dem Tode des kinderlosen Jiří Heška in Heimfall geraten war, nutzte der Olmützer Rat dies zur Abschaffung der Freiheiten und bestellte fortan Setzvögte. Im Jahre 1635 bestand das Dorf aus zwei Bauern, 13 Halbhüfnern und zwei Viertelhüfner. Die Matriken werden seit 1651 in Velká Bystřice geführt. Im Jahre 1835 bestand das Dorf aus 49 Häusern. Bis zur Mitte des 19. Jahrhunderts blieb Bystrovany immer ein Olmützer Ratsdorf.
Nach der Aufhebung der Patrimonialherrschaften bildete Bystrovany / Bistrowan ab 1850 eine Gemeinde in der Bezirkshauptmannschaft Olmütz. 1870 lebten in dem Ort 376 Menschen. Im selben Jahre begann der Bau der Eisenbahnstrecke von Olmütz nach Jägerndorf. Dabei erhielt Bystrovany eine Bahnstation, in die am 1. Oktober 1872 der erste Zug einfuhr. 1889 errichtete Moritz Fischer aus Olmütz in Bystrovany eine Ziegelei. Wenig später entstand durch die Aktiengesellschaft Mačák a spol. eine weitere Ziegelei. Die Fischersche Ziegelei wurde von der Prager Creditbank aufgekauft und die Gesellschaft „Durit“ gebildet. Am 6. August 1914 wurde der Ort nach einem Wolkenbruch bei Velká Bystřice von einer Flutwelle der Bystřice heimgesucht, die insbesondere in der Ortslage Zábraní starke Schäden verursachte. 
Im 20. Jahrhundert begann die Bebauung des linken Bystřice-Ufers. 1920 hatte die Gemeinde 695 Einwohner, zehn Jahre später waren es bereits 892. Ab 1921 gehörte die Gemeinde zum Okres Olomouc-venkov. 1927 errichtete die Firma „Durit“ ein Dampfsägewerk. Die Mačák AG ging während der 1930er Jahre infolge der Weltwirtschaftskrise in Konkurs. In dieser Zeit erfolgte die Regulierung der Bystřice zwischen Velká Bystřice bis zur Mündung. Während des Zweiten Weltkrieges wurden beide Ziegeleien bei einem Bombardement zerstört und nicht wieder aufgebaut. 1950 kam die Gemeinde zum Okres Olomouc-okolí und seit dessen Aufhebung im Jahre 1961 gehört sie zum Okres Olomouc. Im Jahre 1975 wurde Bystrovany in die Stadt Olomouc eingemeindet. Zum 1. Jänner 1993 löste sich Bystrovany wieder los und bildete eine eigene Gemeinde. Im Zusammenhang mit dem Bau des PREFA-Werkes Bystrovany entstand zu Beginn der 1990er Jahre eine neue Eisenbetonbrücke über die Bystřice und westlich des Ortes eine Ortsumfahrung, so dass der Verkehr in Richtung Šternberk nicht mehr durch den Ortskern rollt.

## Gemeindegliederung
Für die Gemeinde Bystrovany sind keine Ortsteile ausgewiesen.

## Sehenswürdigkeiten
- Kapelle des hl. Bartholomäus aus dem Jahre 1884, auf dem Dorfanger. Sie wurde am 21. September 1887 zusammen mit dem Kreuz geweiht.
- Steinernes Kreuz vor der Kapelle, errichtet 1887

## Söhne und Töchter der Gemeinde
- František Obzina (1871–1927), Drucker und Verleger
- Jarmila Šťastná (1932–2015), Eisschnellläuferin